# Neosiluroides cooperensis
Neosiluroides cooperensis és una espècie de peix de la família dels plotòsids i de l'ordre dels siluriformes.

## Morfologia
- Els mascles poden assolir 46 cm de longitud total.[1][2]

## Alimentació
Menja gastròpodes i crustacis.

## Hàbitat
És un peix d'aigua dolça i de clima subtropical.

## Distribució geogràfica
Es troba a Austràlia: conca del llac Eyre.